# Saint-Symphorien (Cher)
Saint-Symphorien is een gemeente in het Franse departement Cher (regio Centre-Val de Loire) en telt 118 inwoners (2005). De plaats maakt deel uit van het arrondissement Saint-Amand-Montrond.

## Geografie
De oppervlakte van Saint-Symphorien bedraagt 9,5 km², de bevolkingsdichtheid is 12,4 inwoners per km².
De onderstaande kaart toont de ligging van Saint-Symphorien (Cher) met de belangrijkste infrastructuur en aangrenzende gemeenten.

## Demografie
Onderstaande figuur toont het verloop van het inwonertal (bron: INSEE-tellingen).